# Chrom(III)-nitrat
Chrom(III)-nitrat ist ein Chromsalz der Salpetersäure. Es existiert neben der wasserfreien Form auch Chrom(III)-nitrat-Nonahydrat (Cr(NO3)3 · 9 H2O).

## Eigenschaften
Das kristallwasserfreie Chrom(III)-nitrat bildet schwach grüne Kristalle. Das Salz ist in Wasser gut löslich. Bei 100 °C zersetzt es sich. Das Chrom(III)-nitrat-Nonahydrat hat eine rotviolette Farbe, bei 36–37 °C gibt es Kristallwasser ab.

## Verwendung
Chrom(III)-nitrat wird zur Herstellung alkalimetallfreier Katalysatoren und als Beize im Baumwolldruck verwendet.